# 無教会主義
無教会主義（むきょうかいしゅぎ）は、内村鑑三によって提唱された日本に独特のキリスト教信仰のあり方で、プロテスタントの精神を継承しているとしている。英語では Non-church Movement と呼称される。無教会運動、無教会キリスト教、無教会主義キリスト教とも呼ばれる（信徒のあいだでは「無教会」と呼称されることが多い）。聖礼典であるプロテスタントの洗礼・聖餐などのサクラメントと教会制度の必要性を認めないことから、通常はカトリックはもちろんプロテスタントでさえないキリスト教とされる。

## 概要
内村鑑三は、自身の処女作『基督信徒のなぐさめ』において、初めて「無教会」という言葉を用いた（なお、当該の記述は、「余は無教会となりたり、人の手にて造られし教会今は余は有するなし、余を慰むる讃美の声なし、余のために祝福を祈る牧師なし」につづき、大自然の「無限」と「交通」し、また、「失せにし聖者」と「霊交」を「結ぶ」ことによって、いわば天然そのものを教会とする、というニュアンスを伴っていた）。その後、彼は『無教会』という誌名の雑誌を創刊し、教会に行けない、所属する教会のない者同士の交流の場を設けようとした。
無教会主義の信者は「イエス・キリストは無教会であった」「パウロは無教会であった」との理解を共有することが多い。また、無教会主義は「教会」よりも「キリストの十字架」を重んじると言われる。実際、内村はキリスト教は十字架教であると言っている。無教会主義は、教会主義・教会精神からの脱却を目指す主義であって、キリスト教の福音信仰そのものを否定する主義ではない。しかし、「（キリスト教の）信仰は個人の行為であると同時に教会の行為」であり、「洗礼によってキリストと合体され、神の民の成員として立つ者」がキリスト教の信者であるとされ、しかも「（キリストの体である）教会の外に救いはない」との主張にも反することから、通常はカトリックでもプロテスタントでもないキリスト教と見做されている。
キリスト教の歴史を通して教会に付随してきた様々な権威・権力を克服する、という理念に立った運動であり、理論的にはマルティン・ルターの宗教改革の2大原理（聖書のみ・万人祭司）を極端に現実化したものである。また、按手礼を受けた聖職者（牧師・正教師）を持たないため、無教会の集会または礼拝は、儀礼（サクラメント）や説教を中心としたキリスト教の伝統的礼典から離れ、その結果として、聖書の研究・講義が中心となった。
また、内村の直接の弟子たちのなかには大学に在学中の学生が多かったこともあり、その門下から多くの学者・著名人があらわれ、聖書学・キリスト教思想史関係の学者も多く輩出した。無教会は牧師養成学校を持たないこともあって、これら無教会系の学者は、国公立もしくは他のキリスト教系私立大学など、宗教・宗派の枠を超えたところで教鞭をとる傾向が強く、比較的早い時期から批判的に高いレベルの研究が行われるようになった。そのためもあって、無教会では知識に重きを置く一方で、霊的な側面を軽く見る傾向がある、と見られることがよくある。実際の無教会には、上記のような学者人脈（戦後の東大総長を務めた南原繁、矢内原忠雄など）と並んで、在野での伝道を行っていった人々（斎藤宗次郎、政池仁など）がおり、いわば2つの系統があるが、新保祐司の指摘にもみられるように、「戦後、内村の弟子が東大総長になった、というような、非常に安易な内村鑑三の再評価」が行われた結果、「エキセントリックにしか見えない宗教性は排除されてしまい、内村鑑三の全集も、知識化された宗教として出されるようになってしまった」という事情がある。
なお、内村は『万朝報』の英文欄主筆となった1897年（明治30年）以降、社会問題に対する発言も積極的に行っていた。足尾鉱毒問題については田中正造らと協力し、実質的に鉱毒反対運動の第一線に立っていたといえる。また、1901年（明治34年）7月には、朝報社の黒岩涙香、幸徳秋水、堺枯川らと社会改良団体理想団を結成している。当初、日清戦争については「義戦」を主張していた内村ではあったが、その後、日本の戦後処理の実情に失望するなかで「猛省」し、とくに日露戦争以降、彼の姿勢は「非戦論」という言葉によって知られるように、「戦争絶対的廃止論者」としての姿勢を打ち出していった。このような傾向を継承するという一面において、現在、一部の無教会系の団体および関係者においては、若者に特定の政治思想にもとづく教育を行う、あるいは政治活動そのものに熱心な傾向があるとも指摘されており、無教会主義の現状について、賛否両論があることも事実である。

## 無教会主義の集会
無教会主義は、キリスト教徒の集会を否定するものではない。実際に、無教会主義のキリスト教徒は通常、各地で集会を形成し、毎週もしくは定期的に聖書研究会または礼拝を執り行う。集会は、基本的に牧師制度はとらず、教会堂は持たないが、独立伝道者と呼ばれる常任の指導者（先生）がいる場合もある。集会の場所は、ビルや公民館などの会議室を借りたり、または私宅などで礼拝を保つことが多いが、専用の集会所を持っている集会も存在する。なお、内村が生前、聖書講義の拠点としていた東京の今井館聖書講堂が現在、NPO法人として存続し、講堂と資料館を運営しており、さまざまな集会の開催、および無教会関係の資料・書籍の蒐集と一般者への閲覧を行っている。
礼拝の中心を占めるものは聖書講義、聖書講話と呼ばれており、前後に讃美歌を歌い、祈りや黙祷をするなど、プロテスタントの礼拝形式を簡素化した形をとっていることが多い。洗礼（浸礼、バプテスマ）、聖餐式等の儀式は通常行わない。ただし、かならずしも洗礼反対、聖餐反対という意味ではない（内村も自分の子供に洗礼を自身で施している）。その意味では、無教会主義は「反教会主義」ではない。
礼拝後、その日の聖書講義の内容について話し合ったり、感想などを語り合う時間を設けるところもある。お茶やお菓子などを食べながら歓談する場合もある。
無教会の集会は、聖書集会・聖書研究会との名称を持つことが多い。その集会はそれぞれ独自の運営方法を採っており、その集会を発足した者が講義を担当する場合もあれば、平信徒同士が交代で講義をする集会など、さまざまである。無教会の集会は、組織化、形骸化を避ける傾向があるため、宗教法人ではない集会が大多数を占めているが、一部に法人化している集会も存在する。また、同様の理由から、全国の集会を統率するような本部を持たず、全国に散らばる集会の数や教勢を統計にまとめることもない。これには、個々人が制度的な縛りから自由になれるという良い点がある。しかし同時に、外部からの接触が困難であるという欠点もある。後者については、現代の無教会主義集会の問題となっているようである。
主な集会は『キリスト教年鑑』に掲載されているが、あくまでも便宜的なもので網羅的ではない。各集会同士の地域的な交わりを持つため、普段の礼拝の他に東北集会・四国集会のような地域単位の集会も定期的に保たれている。また、講演会が定期的に全国各地で開催されている。年に1回、「無教会全国集会」が各地域持ち回りで開催されており、200名前後の参加者があるようである。

## 日本国外の無教会主義
内村の集会に参加していた者の中に、当時学生だった金教臣などの朝鮮出身者もいた。彼らは帰郷後、無教会の集会を立ち上げ、また『聖書朝鮮』という伝道雑誌を発刊した。韓国独立後は『霊断』（宋斗用）、『聖書研究』（盧平久）が創刊されるなど、その後も無教会は日本とは分離し少数派として存続した。なお、北朝鮮については、公式には無教会の後継者は残っていないとされる。
また台湾にも、断続的にではあるが、日本から無教会の信徒が伝道を行っている。
内村が発行していた雑誌『聖書之研究』の購読者はアメリカ合衆国にも存在していた。特に、内村の協力者であった井口喜源治が長野県穂高町（現安曇野市）に設立したキリスト教に基づく私塾「研成義塾」の出身者が多く渡米し、シアトル近郊に定住して集会「シアトル穂高倶楽部」を持っていたことはよく知られている。
イギリスで発生した平信徒運動でブレズレンと呼ばれるキリスト教のグループや、ヨーロッパで起こったメノナイトなどの再洗礼派（アナバプテスト）運動などが、その礼拝や理念、信条など無教会主義に近いとの指摘がある。また、同じくイギリスで起こったクエーカーと無教会主義のキリスト教徒との類似点を指摘する研究者は多い。内村自身、米国留学以来クエーカーとの交際があり、札幌農学校同期の新渡戸稲造をはじめ日本のクエーカーとも親交が深く、内村の弟子の中には後にクエーカーに入信した者も少なくない。内村と新渡戸がフィラデルフィアのクエーカー婦人海外伝道会に、女子教育機関として三田の普連土女学校設立の提言をしたことは有名である。内村自身も著作の中で、キルケゴールが「無教会主義のキリスト教を世界に唱え」たと述べているように、内村本人も無教会主義を提唱するにあたって日本国外の哲学や神学思想との類似点を認識していたことは確かである。

## 関連人物
- 秀村欣二
- 大賀一郎
- 黒崎幸吉
- 小池辰雄
- 政池仁
- 南原繁
- 三谷隆正
- 里見安吉（フェリス女学院教授)
- 関根正雄
- 鈴木弼美
- 塚本虎二
- 手島郁郎（キリストの幕屋創始者）
- 松尾春雄（大分工業高等専門学校校長）
- 矢内原忠雄
- 畔上賢造
- 藤井武
- 前田護郎
- 松田享爾
- 浅野猶三郎
- 小西芳之助（高円寺東教会牧師）